# Алексий Бортсурманский
Алекси́й Бортсурма́нский (собственно Алексе́й Алексе́евич Гне́ушев; 13 [24] мая 1762 — 21 апреля [3 мая] 1848) — святой Русской православной церкви, священник Успенской церкви села Бортсурманы Симбирской губернии.
Память 21 апреля (4 мая) и 4 (17) августа.

## Жизнеописание
Праведный Алексий Гнеушев родился в семье священника 13 (24) мая 1762 года в селе Бортсурманы Курмышского уезда Симбирской губернии (ныне Пильнинский район Нижегородской области)
Закончил Нижегородскую духовную семинарию на 22 году. Вступил в брак.
В 1784 году преосвященным Нижегородским Дамаскином рукоположён во диакона к церкви Успения Пресвятой Богородицы в с. Бортсурманы. Через 13 лет в 1797 году преосвященным Нижегородским Павлом рукоположён во священника к той же церкви.
Первое время своего служения не отличался особенной строгостью жизни. Но жизнь его круто изменилась после одного случая. Однажды ночью его, как священника, позвали напутствовать умирающего в соседнюю деревню. Алексий рассердился, выгнал пришедшего за ним и лёг спать. Но позже, мучимый совестью, решил поехать. Войдя в дом, он увидел уже умершего крестьянина, рядом с которым стоял ангел со Святою Чашей в руках. Это видение сильно потрясло Алексия. Он упал на колени и всю ночь молился.
С того дня отец Алексий всего себя посвятил служению Богу и людям, повёл праведную и подвижническую жизнь. Каждый день совершал литургию. По возможности исполнял монашеское келейное правило и устав. Алексий принимал приходивших к нему людей, тайно помогал неимущим и попавшим в беду. Относился к людям с такой кротостью и любовью, что невольно привлекал к себе сердца и глубоко действовал на слушателей. Очень строг он был только с колдунами и ворожеями; их он даже не впускал к себе и приказывал передавать им, что примет их только, когда они покаются перед Богом и бросят своё бесовское занятие. Помимо самих колдунов, он строго порицал и тех, кто к ним обращался. За свою праведную и подвижническую жизнь Алексий получил от Бога дары исцеления и прозорливости, сподобился многих Божественных откровений.
Во время Отечественной войны 1812 года, молясь за литургией о даровании от Господа победы России, увидел ангела, сообщившего, что силы небесные уже двинулись на помощь, и враг будет сокрушён.
За 9 лет до кончины вышел за штат, но литургию служил почти ежедневно, богослужения не сокращал, во всём следовал уставу. Последние годы жил в малой келье, специально построенной для него под одной крышей с его домом. Здесь он предался аскетическим и молитвенным подвигам. Носил власяницу, спал на жёстком войлоке, пищу принимал раз в день, мясо не ел, строго соблюдал установленные посты. Слава его как великого молитвенника и чудотворца распространилась далеко за пределы его округи.
Когда к преподобному Серафиму Саровскому приходили люди из местности, где жил Алексий, преподобный отправлял их обратно, уверяя, что у них есть свой усердный молитвенник. «Сей человек своими молитвами подобен свече, возжженной пред престолом Божиим. Вот труженик, который, не имея обетов монашеских, стоит выше многих монахов. Он как звезда горит на христианском горизонте», — говорил преподобный Серафим об Алексии.
Алексию Бортсурманскому приписывают воскресение умершего мальчика, исцеление 6-летней девочки, не могущей ходить от рождения.
Перед своей кончиной Алексий в утешение говорил, что не забудет тех, кто будет поминать его. Умер 21 апреля (3 мая) 1848 года. Погребён напротив алтаря храма в честь Успения Пресвятой Богородицы в селе Бортсурманы.

## Почитание
Жители окрестностей чтили его могилу, служили панихиды по Алексию. После них многие просившие исцеления избавлялись от своих недугов. Был также обычай брать землю с его могилы и принимать её с водой в случае тяжёлой болезни.
В октябре 1913 года в Бортсурманах комиссия из Нижегородской духовной консистории расследовала устные и печатные сообщения о чудесах по молитвам к Алексию. Чудеса подтвердились, но начавшаяся революция и гонения на Русскую церковь не позволили довести процедуру канонизации до логического завершения.
В советское время власти многократно пытались разорить могилу. Но народное почитание святого и очевидность чудес помешали им это сделать.
Алексий Бортсурманский прославлен Архиерейским собором Русской православной церкви в августе 2000 года. 17 августа 2000 года святые мощи святого праведного Алексия были перенесены в Успенскую церковь села Бортсурманы, после чего каждый год 17 августа празднуется перенесение честных мощей святого Алексия. Покоятся они в Успенской церкви, при которой он служил и у стен которой был похоронен.
Алексий Бортсурманский — предок протоиерея Владимира Вигилянского. В 2010-х годах Александрина Вигилянская, дочь протоиерея Владимира Вигилянского и писателя Олеси Николаевой, после долгих поисков установила прямое родство с праведным Алексием Бортсурманским. Выяснилось, что он приходится прадедом протоиерею Алексию Вигилянскому, который в начале XX века был настоятелем храма в городе Курмыше Нижегородской губернии. Алексий Вигилянский, в свою очередь, является прадедом Владимира Вигилянского.